# Зеркало (фильм, 1970)
«Зеркало» (араб. المراية‎, Al-mirayya) — египетский фильм 1970 года, мелодрама режиссёра Ахмеда Дыя эд-Дина. Главную роль исполнила популярная звезда египетского кино Нагля Фатхи. Фильм с успехом демонстрировался в советском кинопрокате в 1970-е годы.

## Сюжет
Главная героиня Керима — молодая и красивая девушка. Она не хочет ни учиться, ни работать, так как считает, что её красота — ключ к счастью, и мечтает лишь об одном — выйти замуж за богача, чтобы пользоваться всеми благами жизни.
Сестра Керимы Худа придерживается другого мнения. Она считает, что Кериме нужно пойти учиться, ведь со временем красота уходит, а знания остаются на всю жизнь.
Керима не хочет слушать Худу. У неё много поклонников. С одним она ездит на шикарной машине по городу, чувствуя себя сказочной принцессой, но он женится на другой. Второй, Ахмад, любит её, но он беден и Керима не принимает его ухаживаний всерьёз, и когда он предлагает уехать с ним вместе из Каира, Керима говорит ему, что не собирается выходить замуж за бедного инженера.
К Кериме сватается адвокат Мазхар, имеющий состояние. Самовлюбленная девушка заявляет, что его портят очки и он ей не нравится.
Ещё один, шейх Юнис, которого познакомила с Керимой её сестра,  при первой же встрече говорит ей, что в своей жене, в первую очередь, хотел бы иметь умного собеседника, верного друга и хорошую хозяйку. А Керима не умеет даже кофе заварить, не говоря уже о том, чтобы сготовить хороший обед. Юнису не нужна такая жена.
Оставшись ни с чем, Керима переживает большое потрясение. Худа надеется найти Ахмада, чтобы он помог сестре. Но когда он приезжает и Керима уже согласна стать его женой, выясняется, что он уже женился. Нужно учиться не только брать у людей, но и приносить им пользу, отвечает Ахмад на упрёки Керимы.

## В ролях
- Нагля Фатхи — Керима
- Нур Шариф — инженер Ахмад
- Зизи Мустафа — Худа
- Адель Имам — Хамди
- Абдель Монейм Мадбум — Карим
- Самир Сабри
- Хасан Мустафа
- Амаль Рамзи
- Ибрагим Сафан

## Премьеры
- Египет — 11 мая 1970 года состоялась национальная премьера фильма в Каире[2].
- СССР — фильм демонстрировался в прокате СССР с мая 1973 года.